# Albert Joseph Gasteiger

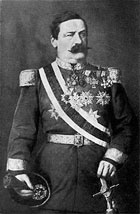
Albert Joseph Gasteiger Freiherr von Ravenstein und Kobach

Albert Joseph Gasteiger Freiherr von Ravenstein und Kobach (* 28. März 1823 in Innsbruck; † 5. Juli 1890 in Bozen) war ein österreichischer Diplomat, Zivilingenieur und Forschungsreisender am persischen Hof. 

## Leben
Nach Absolvierung humanistischer und technischer Studien trat er 1846 als Ingenieur in den österreichischen Staatsbaudienst und wirkte beim Bau der Semmeringbahn mit, bei welcher er den Doppelviadukt bei Schottwien mit erbaute. 1859 diente er freiwillig als Oberleutnant der Tiroler Landesschützenkompagnie, die sich aus Steinach am Brenner rekrutierte, im Krieg gegen Italien. Auf Grund seiner Sprachkenntnisse nahm er eine Berufung nach Persien an und wurde Lehrer an der Militärakademie zu Teheran. Seinem Wirken bei der Heranbildung des persischen Pionierkorps und als Reichsgeniedirektor verdankte Persien den Ausbau der wichtigsten Fernstraßen und Befestigungsanlagen (1863–68: die Höhenstraße von Teheran nach Mazendaran an das Kaspische Meer, 1886–88 die Straße Mesched-Askabat und andere). Als erster Europäer mit dem Titel eines Khan von Persien ausgezeichnet, wurde Gastager Khan genannt, wirkte er auch als österreichischer Honorarkonsul und persischer Gesandter 1. Klasse; dadurch vermochte er enge wirtschaftliche Beziehungen zwischen Persien und Österreich-Ungarn herzustellen. Zahlreiche Warenlieferungen für das persische Heer und lebhafte Beziehungen zwischen den persischen und österreichischen Militärbehörden gingen auf seine Anregungen zurück. 1888 kehrte er in die Heimat zurück.